# پیتر همیل
پیتر هَمیل (انگلیسی: Peter Joseph Andrew Hammill؛ زادهٔ ۵ نوامبر ۱۹۴۸) خواننده و ترانه‌سرای اهل بریتانیا است. او از سال ۱۹۶۸ میلادی تاکنون مشغول فعالیت بوده و بیشتر به عنوان یکی از پایه‌گذاران و خوانندهٔ اصلی گروه موسیقی پراگرسیو راکِ ون در گراف جنریتور شناخته می‌شود.
وی را به عنوان یکی از بزرگان موسیقی راک میشناسند.